# Jair Bolsonaro
Jair Messias Bolsonaro (n. 21 martie 1955, Glicério, Brazilia) este un fost președinte al Braziliei, un politician și fost ofițer militar brazilian. Membru al Camerei Deputaților, reprezentând statul Rio de Janeiro, din 1991, Bolsonaro a fost ales în octombrie 2018, cu 55,13% din voturi, președinte al Braziliei, succedându-l pe Michel Temer. Este membru al Partidului Social Liberal (PSL) din ianuarie 2018.
Născut în Glicério, o municipalitate din statul São Paulo, Bolsonaro a absolvit Academia Militar das Agulhas Negras în 1977 și a servit în grupurile de artilerie și parașutiști ale armatei braziliene. A devenit cunoscut publicului în 1986, când a scris un articol pentru revista Veja în care a criticat salariile scăzute ale ofițerilor militari, fiind ulterior arestat timp de 15 zile, în ciuda scrisorilor de susținere din partea colegilor din armată; a fost achitat doi ani mai târziu. Bolsonaro a intrat în rezervă în 1988 cu gradul de căpitan și a candidat pentru Consiliul din Rio de Janeiro în același an, fiind ales ca membru al Partidului Democrat Creștin (PDC). În 1990, Bolsonaro a fost ales în camera inferioară a Congresului; a fost reales în această poziție de șase ori.
Pe toată durata mandatului de congresmen, Bolsonaro a devenit cunoscut pentru sprijinul manifest față de conservatorismul naționalist. De asemenea, este un oponent vocal al căsătoriei între persoane de același sex și al homosexualității în general, al avortului, al acțiunii afirmative, al legalizării drogurilor și al secularismului. În materie de politică externă, Bolsonaro a susținut apropierea față de Statele Unite și Israel. În timpul campaniei prezidențiale din 2018, a început să promoveze politicile economice liberale. De altfel o figură polarizantă și controversată a scenei politice din Brazilia, prin opiniile și comentariile sale, care au fost descrise ca fiind de natură extremistă și conservatoare, a atras atât laude, cât și critici din partea societății braziliene.

## Legături externe
- Materiale media legate de Jair Bolsonaro la Wikimedia Commons